# Moonlight/スカイハイ/YAY
「moonlight／スカイハイ／YAY」（ムーンライト／スカイハイ／イェイ）は2010年11月10日に発売されたmoumoonのメジャー8枚目のシングルである。

## 概要
- 「moonlight」は、イオン「満月ロゼ」CMのために書き下ろした曲で、YUKAがCM初出演して初ナレーションを担当。このCMは満月のタイミングで放送されたが、同年10月の満月は10月23日ということで、10月19日から23日の間のみ見る事ができた。
- 「YAY」は、「まるごと全部愛してみる」というテーマで書かれ[1]、女性ファッション誌・CanCamとのコラボレーションソングである。ミュージッククリップにはCanCamのモデル安座間美優、舞川あいく、山本美月、土屋巴瑞季が出演していて、4人共にミュージッククリップに初出演。

## 収録曲

### CD
（全作詞：YUKA／作曲・編曲：K. MASAKI）
1. moonlight
2. スカイハイ
3. YAY
4. moonlight -Instrumental-
5. スカイハイ -Instrumental-
6. YAY -Instrumental-

### DVD
1. moonlight -Music Clip-
2. Sunshine Girl（FULLMOON LIVE SPECIAL 2010 〜中秋の名月〜 Live Clip）

## 演奏
- YUKA：Vocal, Chorus
- 柾昊佑：Guitar, Bass, Keyboards, Programming
- 種子田健：Bass (#1)
- 山田ノブマサ：Drums (#1)

## タイアップ
| 曲名       | タイアップ                              |
| moonlight  | イオン「満月ロゼ」CMソング              |
| moonlight  | レコチョクCMソング                      |
| moonlight  | テレビ宮崎クロージングBGM               |
| スカイハイ | H.I.S. CMソング                         |
| YAY        | 日本テレビ系「ハッピーMusic」POWER PLAY |
| YAY        | CanCamコラボレーションソング            |